# Teodoreto di Cirro
Teodoreto di Cirro (in greco antico: Θεοδώρητος Κύρρου?, Theodórētos Kýrrou; Antiochia di Siria, 393 circa – 458 circa) è stato un vescovo siro ed è considerato l'ultimo grande teologo cristiano della scuola di Antiochia. Fu amico di Nestorio, pur non condividendo gli esiti delle sue dottrine, e avversario di Cirillo di Alessandria. Fu il più celebre vescovo di Cirro.

## Biografia
Teodoreto nacque ad Antiochia di Siria intorno al 393. In seguito, disse di se stesso che la sua nascita fu una risposta alle preghiere del monaco Macedonio. Per un voto fatto da sua madre, infatti, fu dedicato fin dalla nascita al servizio di Dio. Si occuparono della sua educazione ed istruzione i monaci Macedonio e Pietro. Ad un'età molto precoce fu ordinato lettore. I suoi studi teologici furono incentrati principalmente sulle opere di Diodoro di Tarso, Giovanni Crisostomo e Teodoro di Mopsuestia. Teodoreto studiò anche filosofia e letteratura. Comprendeva sia il siriaco che il greco, ma non conosceva né l'ebraico né il latino. All'età di ventitré anni, dopo la morte dei genitori, divise la sua fortuna fra i poveri e divenne monaco nel convento di Nicerte, vicino Apamea. Qui visse per sette anni, dedicandosi alla preghiera ed allo studio.
Intorno al 423, contro la sua volontà, fu nominato vescovo di Cirro. La sua diocesi includeva quasi ottocento parrocchie ed era suffraganea di Hierapolis. Erano alle sue dipendenze anche un gran numero di conventi e di romitori; tuttavia, nonostante ciò, all'interno dei suoi confini c'erano molti pagani ed eretici. Teodoreto convertì molti di costoro, fra cui più di mille Marcioniti, e distrusse non meno di duecento copie del Diatessaron di Taziano, che era in uso in quel distretto. Per adempiere ai suoi doveri apostolici e visitare tutte le sue parrocchie, corse spesso grandi rischi. La sua fama di predicatore era così vasta che i suoi servigi come oratore erano molto ricercati, anche al di fuori della sua diocesi; per questo motivo si recò ad Antiochia ben 26 volte. Teodoreto si prodigò anche per il benessere materiale degli abitanti della sua diocesi. Senza accettare donazioni fu in grado di costruire molte chiese, ponti, portici, acquedotti ecc..
Verso la fine del 430 Teodoreto fu coinvolto nella controversia nestoriana. Insieme a Giovanni di Antiochia implorò Nestorio di non rigettare l'espressione Theotókos come eretica. Tuttavia, insieme agli altri antiocheni, appoggiò fermamente Nestorio e, da ultimo, rifiutò di riconoscere che Nestorio insegnava la dottrina delle due persone in Cristo. Da quel momento e fino al Concilio di Calcedonia del 451 fu il campione letterario del partito antiocheno. Al Concilio di Efeso (431) Teodoreto parteggiò con Giovanni di Antiochia e Nestorio, e pronunziò insieme a loro la formula di deposizione di Cirillo e l'anatema contro lui. Fu anche membro della delegazione di "Orientali" che avrebbe dovuto perorare la causa di Nestorio di fronte all'imperatore, ma non fu ammesso alla presenza imperiale una seconda volta. Lo stesso anno partecipò ai sinodi di Tarso e di Antiochia, in entrambi i quali Cirillo fu nuovamente deposto e sottoposto ad anatema. Teodoreto, dopo il suo ritorno a Cirro, continuò ad opporsi a Cirillo sia con i discorsi che con gli scritti. Il simbolo del 433 (Formula di unione) che pose le basi per la riconciliazione di Giovanni di Antiochia ed altri con Cirillo sembra fosse stato predisposto da Teodoreto stesso che, comunque, non rientrò nell'accordo perché non era disposto a condannare Nestorio come chiedeva Cirillo. Teodoreto, tuttavia, si riconciliò con Giovanni di Antiochia nel 435 e lo fece solamente perché non fu obbligato ad accettare la condanna di Nestorio. Nel 436 pubblicò una Anatropé ("Confutazione") degli Anatemi di Cirillo, alla quale questi rispose con un'Apologia. In essa Teodoreto ribadì la dualità delle nature di Cristo e accusò Cirillo di mescolare le due nature per formare una singola natura divina. La disputa con Cirillo eruppe nuovamente quando, nel 437, quest'ultimo qualificò Diodoro di Tarso e Teodoro di Mopsuestia quali padri dell'eresia di Nestorio. L'acredine con la quale si susseguirono queste polemiche è dimostrata sia da una lettera che dal discorso di Teodoreto declamato quando questi venne a conoscenza della morte, nel 444, del Patriarca di Alessandria.
L'episcopato di Dioscoro di Alessandria, il successore di Cirillo, fu un periodo molto burrascoso per Teodoreto. Dioscoro, grazie alla mediazione di Eutiche e dell'influente Crisafio, ottenne un editto imperiale che proibiva a Teodoreto di lasciare la sua diocesi. Inoltre, Teodoreto fu anche accusato di nestorianesimo; proprio per difendersi da questo attacco scrisse la sua più importante opera polemica, intitolata Eranistes ("Il mendicante"), in cui attaccava il Monofisismo accusandolo di mendicare le sue idee dalle eresie che lo avevano preceduto. Teodoreto fu anche considerato il primo promotore della condanna di Eutiche da parte del patriarca Flaviano. Per questo, nel 449, Dioscoro ottenne una delibera imperiale in virtù della quale a Teodoreto fu impedito di prendere parte al Secondo concilio di Efeso (chiamato "latrocinio di Efeso" da papa Leone I). Alla terza sessione, grazie agli sforzi di Dioscoro, Teodoreto fu accusato di nestorianesimo e condannato insieme a tutti i teologi della scuola antiochena (Domno di Antiochia, Eusebio di Dorileo ed Iba di Edessa). In seguito alla sua condanna, fu deposto e l'imperatore gli ordinò di rientrare nel suo antico monastero, vicino ad Apamea, dichiarando, al contempo, ortodosso il monofisismo insegnato da Eutiche. Tempi migliori, comunque, giunsero poco dopo. Teodoreto piacque a papa Leone, che annullò le decisioni del concilio, anche se l'imperatore, diversamente dal papa, continuava a ritenerle valide.
Fortunatamente per Teodoreto, la morte dell'imperatore Teodosio II e la condanna alla pena capitale del protettore di Eutiche, il ministro eunuco Crisafio, gli permisero, con il beneplacito papale, di rientrare nella sua diocesi. Inoltre, grazie all'interessamento dell'imperatrice Pulcheria e dell'imperatore Marciano, venne convocato per l'ottobre del 451 un nuovo concilio da tenersi a Calcedonia. Nonostante l'opposizione violenta del partito alessandrino, Teodoreto fu ammesso quale membro regolare alle sessioni del Concilio di Calcedonia, ma gli venne inibito il diritto di voto. All'ottava sessione (26 ottobre 451), dopo l'accettazione dell'anatema contro Nestorio, fu riammesso a pieno titolo; probabilmente Teodoreto, però, intese questo accordo in un solo senso: in caso Nestorio avesse realmente professato l'eresia imputatagli. In questo concilio vennero condannati sia il monofisismo sia il nestorianesimo.
Non è sicuro se Teodoreto passò gli ultimi anni di vita sua nella città di Cirro o nel monastero dove aveva vissuto precedentemente. Là, comunque, esiste ancora una lettera scritta da papa Leone I poco dopo il concilio di Calcedonia, nella quale incoraggiava Teodoreto a cooperare senza tentennamenti alla vittoria di Calcedonia. Quasi un secolo dopo la sua morte, l'imperatore Giustiniano, nel suo editto contro i Tre Capitoli (544), associò Teodoreto, Teodoro di Mopsuestia e Iba di Edessa al nestorianesimo e ne condannò gli scritti. In seguito, durante il secondo concilio di Costantinopoli del 553, Teodoreto fu dichiarato eretico in virtù della fortissima pressione esercitata da Giustiniano su papa Vigilio, che fu trattenuto contro la sua volontà finché non accondiscese ad accettare le decisioni del concilio e a comminare la scomunica postuma a Teodoreto stesso.

## Opere
Le sue numerose opere spaziano in quasi tutti i campi sapienziali dell'epoca e dimostrano la grande preparazione di Teodoreto, ottimo conoscitore della letteratura classica e di varie lingue (il suo greco fu, successivamente, lodato anche da Fozio). Molte opere, però, sono andate perdute in seguito alla condanna postuma operata dal secondo concilio di Costantinopoli. Di queste siamo a conoscenza solo grazie ad alcuni riferimenti presenti sia in altre opere di Teodoreto, sia in opere di altri scrittori.

### Scritti esegetici
- Quaestiones in Octateuchum, in forma di domanda e risposta.
- Quaestiones in libros Regnorum et Paralipomenon, in forma di domanda e risposta.
- Commentario sul Libro dei Salmi, antecedente al 436 (Epistolae LXXXI).
- Commentario sul Libro dei Cantici, databile al 429/430[14], in cui fornisce l'interpretazione ecclesiologica del Cantico dei Cantici, in cui lo sposo è Cristo e la sposa è la Chiesa (prendendo ispirazione da Origene).
- Commentari sui profeti maggiori, Daniele, Ezechiele, antecedenti al 436, Isaia e Geremia, antecedenti al 448 (Isaia è andato perduto, tranne alcuni frammenti preservati nelle Catene esegetiche).
- Commentari sui profeti minori, antecedenti al 436.
- Commentario sulle epistole di Paolo, antecedente al 448.

### Scritti apologetici
- Graecarum affectionum curatio (Rimedio per le malattie elleniche), dodici libri, scritti prima del 437, "l'ultima e probabilmente la più completa delle numerose apologie che ha prodotto l'antichità greca" (Bardenhewer, "Patrologie" 3 ed., 1910, p. 327). In questa opera Teodoreto contrappose le risposte pagane e quelle cristiane agli interrogativi più importanti della filosofia e della religione. L'opera è importante anche per le numerose citazioni di poeti e storici pagani che contiene.
- De divina Providentia, dieci sermoni, probabilmente il suo miglior lavoro, nel quale dimostra l'amministrazione della Provvidenza Divina nei sistemi fisici, morali e sociali del mondo.

### Scritti dogmatico-polemici
- Refutatio duodecim Anathematum, contro Cirillo, è stato preservato nella risposta di Cirillo (P. G., LXXVI, 392 e seguenti; versione latina di Marius Mercator, P. L., XLVIII, 972 e seguenti). In questa opera Teodoreto si proponeva di difendere Nestorio, accusando Cirillo di monofisismo.
- Eranistes seu Polymorphos (P. G., LXXXIII, 27-1336), scritto nel 448, i primi tre capitoli sono in forma dialogica. I protagonisti sono un Ortodosso (Teodoreto) e un mendicante (Eutiche); questi dialoghi cercavano di provare che la divinità di Cristo è (a) immutabile, (b) non mescolata con l'umanità, (c) incapace di sofferenza. Nel quarto capitolo, i primi tre venivano brevemente riassunti in 40 sillogismi; l'opera cercava di dimostrare come le eresie moderne altro non fossero che la semplice riproposizione delle antiche eresie unite tra di loro quasi come la veste di un mendicante, ottenuta grazie all'unione di vari pezzi di stoffa (polymorphus).
- Demonstrationes per syllogismos (ibidem, 318-334), scritto contro i sostenitori del teopaschismo.
- Haereticarum fabularum compendium in cinque libri (ibidem, 336-556); i primi quattro contengono un breve sommario delle eresie da Simone Mago a Eutiche, mentre l'ultimo libro le contrappone alla fede e alla morale cattolica. È dedicata a Flavio Sporacio, patrono di Teodoreto.
- Libellus contra Nestorium (ibidem, 1153-1162).
- De Trinitate (ibidem, 1167-1170).

### Opere storiche
L'opera di Teodoreto di Cirro quale storiografo fu molto importante, anche se in questi scritti, come nel resto della sua produzione, il suo scopo più recondito era quello apologetico e ciò lo portò, molto spesso, a trascurare l'esattezza storica di determinati avvenimenti per mantenere in primo piano la salvaguardia dell'ortodossia contro gli eretici.
- Historia Ecclesiastica (P. G., LXXXII coll. 881-1280) in cinque libri. L'opera inizia dove terminava quella di Eusebio di Cesarea, per cui tratta il periodo che va da Ario (323) al 429. In questa opera Teodoreto si ispirò, oltre che ad Eusebio stesso, a Rufino, Socrate Scolastico, Sozomeno e Filostorgio. Come storico ecclesiastico, comunque, è inferiore ai suoi predecessori poiché, come precedentemente spiegato, il fine ultimo è sempre quello apologetico ed antieretico, pur mascherato da quello storiografico. L'importanza di questa opera è da ricercarsi soprattutto nella gran quantità di documenti che tramanda, documenti che altrimenti sarebbero andati irrimediabilmente perduti e di cui siamo a conoscenza solo grazie alla sua opera. Una particolarità da notare è che Teodoreto, pur scrivendo l'Historia Ecclesiastica tra il 444 e il 449, non fa alcun accenno alla controversia fra Cirillo e Nestorio avvenuta pochi anni prima.
- Historia religiosa (ibidem, pp. 1283-1522) contiene le biografie di trenta celebri asceti o eremiti, tra cui tre donne; il trattato De divina charitate è a chiusura dell'opera.

### Epistole
Le epistole di Teodoreto sono di molto valore, sia per la sua storia personale sia per quella della sua epoca (Sakkelion, "Quarantotto Lettere di Teodoreto di Cirro", Atene 1885).

### Opere perdute
- Opus mysticum opera in dodici libri.
- Responsiones ad quaestiones magorum persarum (Epistolae LXXXII e CXIII); Von Harnack ("Texte und Untersuchungen", N. F. 6, IV, 1901) assegnò le Responsiones ad quaestiones a Diodoro di Tarso, ma un manoscritto del decimo secolo, redatto da Papadopulos Kerameus (San Pietroburgo, 1895), attribuisce l'opera a Teodoreto (si veda A. Erhard in Byzantinische Zeitschrift, VII, 1898, pagina 609 e seguenti).
- cinque Sermones in laudem Sanctis Johannis Chrysostomi dei quali si trovano alcuni frammenti in Fozio, "Biblioteca", 273.
- altri Sermones.

## Dottrina
Nell'ermeneutica Teodoreto seguì i principi della scuola antiochena, ma evitò le deviazioni di Teodoro di Mopsuestia. Nella sua Cristologia seguì invece le orme di Diodoro e Teodoro; inoltre vide negli insegnamenti di Cirillo una rivisitazione dell'Apollinarismo. Non ammise mai che gli insegnamenti di Nestorio presupponevano l'accettazione di due persone in Cristo o, come credeva Cirillo, che necessariamente conducevano lì.